# Karen Fernandes
Karen Fernandes Olimpio (* 21. Mai 1997) ist eine brasilianische Mountainbikerin, die im Cross-Country aktiv ist.

## Sportlicher Werdegang
Als Juniorin war Fernandes 2015 Dritte der Landesmeisterschaften im olympischen Cross-Country (XCO). Während ihrer Zeit in der U23 gewann sie vier Jahre in Folge die Meisterschaften. 2017 erzielte sie einen bedeutenden internationalen Erfolg mit dem Gewinn eines Rennens der UCI-Mountainbike-Marathon-Serie in Congonhas. Ebenfalls in Congonhas war sie 2018 Zweite im UCI-Mountainbike-Eliminator-Weltcup.
2021 siegte sie erstmals bei den Landesmeisterschaften in der Elite, sowohl im XCO als auch im Cross-Country Short Track (XCC). 2022 erzielte sie drei Podiumsplätze bei brasilianischen Meisterschaften, ohne einen Sieg davonzutragen, dafür siegte sie bei den Panamerika-Meisterschaften im Marathon (XCM). 2023 wurde sie erneut brasilianische Meisterin im XCO.
Fernandes nahm an den Mountainbike-Weltmeisterschaften 2022 und 2023 teil und platzierte sich im XCO auf dem 68. bzw. 42. Rang. Im Weltcup hatte sie über das erwähnte Podium hinaus bislang keine vordere Platzierung.

## Erfolge
2016
 Brasilianische Meisterin – XCO (U23)
2017
 Brasilianische Meisterin – XCO (U23)
2018
 Brasilianische Meisterin – XCO (U23)
2019
 Brasilianische Meisterin – XCO (U23)
2021
 Brasilianische Meisterin – XCO, XCC
2022
 Panamerikanische Meisterin – XCM
2023
 Brasilianische Meisterin – XCO
2024
 Panamerikanische Meisterin – XCM